# Suffragette City
"Suffragette City" é uma canção do músico britânico David Bowie. Originalmente do álbum The Rise and Fall of Ziggy Stardust and the Spiders from Mars, de 1972, a faixa foi posteriormente lançada como single para promover a compilação Changesonebowie, em 1976, no Reino Unido. O single não entrou para as paradas musicais. O lado B, "Stay", foi lançado como single nos EUA.
Gravada em 4 de fevereiro de 1972, ao fim das sessões de Ziggy Stardust, "Suffragette City" apresenta um riff de piano fortemente influenciado por Little Richard, uma referência lírica ao livro e ao filme A Clockwork Orange (a palavra "droogie," que significa "amigo") e o chamativo verso cantante "Wham bam thank you ma'am!".
Antes da gravação, Bowie ofereceu a faixa à banda Mott the Hoople, para que não seguissem o plano de terminar o grupo. Eles não aceitaram a canção, gravando, em seu lugar, "All the Young Dudes", de Bowie.